# Nowy Przylep
Nowy Przylep [ˈnɔvɨ ˈpʂɨlɛp] (tiếng Đức: NeuPrilipp) là một ngôi làng thuộc khu hành chính của Gmina Warnice, thuộc hạt Pyrzyce, West Pomeranian Voivodeship, ở phía tây bắc Ba Lan.